# Cladycnis insignis
Cladycnis insignis es una especie de arañas araneomorfas de la familia Pisauridae.

## Distribución geográfica
Es endémica de la mitad occidental de las islas Canarias (España).